# Ebionites

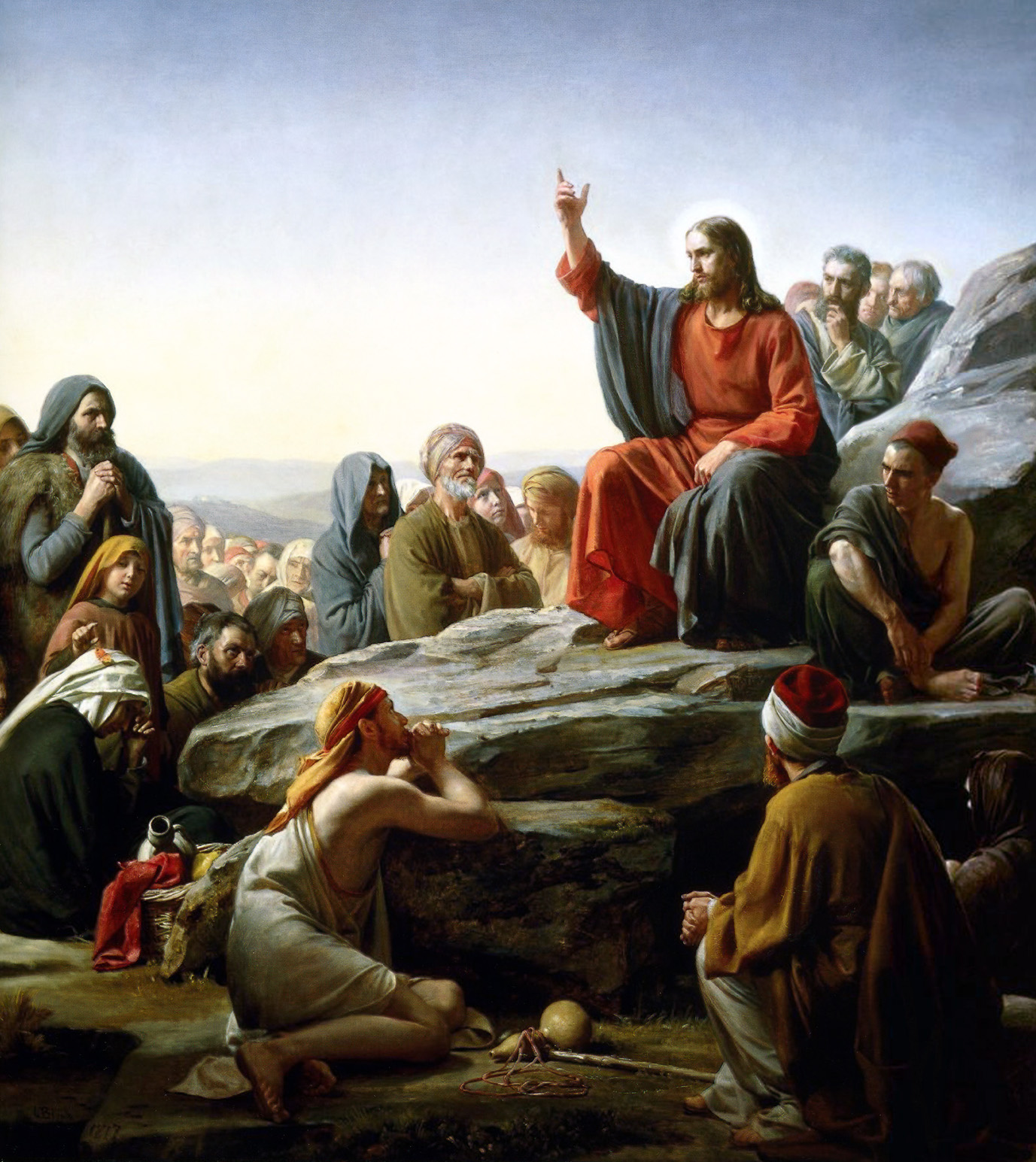
El sermó de la muntanya per Carl Heinrich Bloch, 1890

Els ebionites foren unes comunitats cristianes primitives que es mantenien fidels a la llei mosaica, complint preceptes jueus tals com la circumcisió, el sàbat i les prohibicions d'aliments. Paraula derivada de ebion, "pobre" en hebreu. Afirmaven que Jesús era el Messies, però rebutjaven la seva preexistència i que fos de naturalesa divina.
Sembla que es regien, a més de la Torah, per l'Evangeli segons Mateu, l'Evangeli dels Ebionites i l'Evangeli dels Natzarens, (avui dia perduts, basats possiblement en l'Evangeli dels Hebreus) i rebutjaven els escrits de l'apòstol Pau, qualificant-lo com un apòstata de la Llei. Les últimes comunitats ebionites podrien haver desaparegut als voltants del segle iv.

## Història
Ja que no tenim evidència arqueològica autentificada per comprovar l'existència dels ebionites, la seva història no pot ser reconstruïda. El poc que es coneix d'ells ve de referències d'antics escriptors de l'Església cristiana, que els consideraven "heretges" i "judaïtzants". Però d'acord amb els estudiosos de l'actualitat que han examinat la seva història, els ebionites foren una comunitat diferent dels cristians primitius, abans i després de la destrucció de Jerusalem l'any 70 de la nostra era.
L'any 140 de la nostra era, Justí Màrtir, en el seu text més antic que coneixem, descriu una secta fora de l'Església que observa la Llei de Moisès.
El 180 dC, Ireneu de Lió fou el primer a fer servir el terme Ebionites per descriure una secta herètica jueva, que qualificava com tossuts i aferrats a la llei. Ireneu deia que seguien les mateixes doctrines que Cerint i Carpòcrates, i els qualifica de gnòstics.
El 212 dC, Orígenes remarca que el nom deriva de la paraula hebrea "evyon", que significa pobre.
El més complet però a la vegada qüestionable relat ve d'Epifani de Salamis, qui va escriure un tractat d'herètica en el segle iv, denunciant 80 sectes, entre elles els Ebionites.